# Матаррания

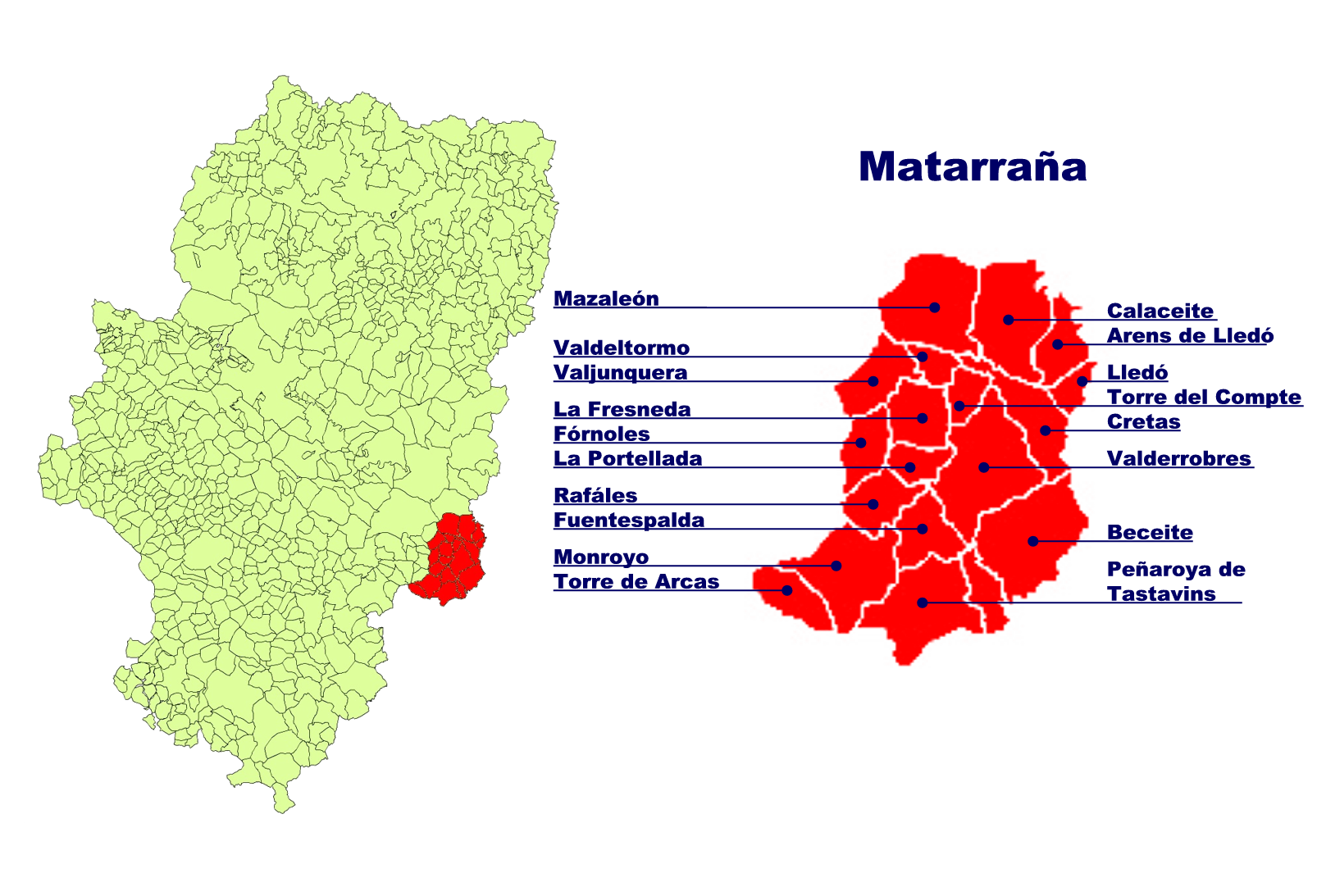

Матаррания (исп. Matarraña)  — район (комарка) в Испании, входит в провинцию Теруэль в составе автономного сообщества Арагон.

## Муниципалитеты
1. Вальдерробрес
2. Аренс-де-Льедо
3. Бесейте
4. Каласейте
5. Кретас
6. Форнолес
7. Ла-Фреснеда
8. Фуэнтеспальда
9. Льедо
10. Масалеон
11. Монройо
12. Пеньярройя-де-Таставинс
13. Ла-Портельяда
14. Рафалес
15. Торре-де-Аркас
16. Торре-дель-Компте
17. Вальдельтормо
18. Вальдерробрес
19. Вальхункера